# Manuel Clavero Arévalo
Pour les articles homonymes, voir Arevalo.
Manuel Francisco Clavero Arévalo (prononcé en espagnol : [maˈnwɛl fɾãn̟ˈθisko klaˈβɛɾo aˈɾeβalo]) est un homme politique espagnol né le 25 avril 1926 à Séville et mort le 14 juin 2021 dans la même ville.
Il fonde le Parti social-libéral andalou (PSLA) en 1976 et devient peu après ministre adjoint pour les Régions. Il rejoint l'Union du centre démocratique (UCD) en 1978.
Nommé ministre de la Culture en 1979, il démissionne au bout de quelques mois, en 1980, et décide de créer l'Unité andalouse (UA), qui se révélera être un échec. Il quitte alors la politique et rejoint le monde universitaire.

## Biographie

### Parcours universitaire
Manuel Clavero Arévalo obtient sa licence de droit à l'université de Séville, puis passe un doctorat. En 1951, il devient professeur des universités à l'université de Salamanque, où il enseigne le droit administratif.
Il obtient un même poste à l'université de Séville trois ans plus tard. Élu doyen de la faculté de droit en 1965, il exerce cette responsabilité pendant trois ans. Il est élu recteur de l'université en 1971, et fonde pendant son mandat de quatre ans l'Institut du développement régional.

### Un partisan de l'autonomie régionale
Manuel Clavero Arévalo crée en décembre 1976 le Parti social-libéral andalou, une formation libérale et régionaliste. Lors du congrès constitutif qui se réunit à Séville en janvier 1977, il est porté à la présidence du PSLA.
Pour les élections constituantes du 15 juin 1977, il mène la liste de la coalition de l'Union du centre démocratique dans la province de Séville. Élu au Congrès des députés, il est nommé ministre adjoint pour les Régions. À ce titre, il défend une position politique qu'il résume par l'expression « Du café pour tout le monde » (café para todos), autrement dit que toutes les entités régionales disposent d'une autonomie interne, pas seulement la Catalogne, le Pays basque et la Galice,.
Le PSLA prononce sa dissolution le 12 décembre suivant, afin de favoriser l'émergence d'un parti centriste unique reprenant le nom de la coalition électorale.
Il est réélu député de Séville lors des élections législatives du 1er mars 1979. Il change de poste au gouvernement puisque le 6 avril, il est désigné ministre de la Culture. Au sein de l'UCD, il est choisi le 21 mai comme président de la fédération d'Andalousie, par 41 voix sur 45. Il est réélu par 35 suffrages favorables sur 53 le 26 novembre suivant, son secrétaire général Francisco de la Torre étant reconduit à l'unanimité.

### Le départ de l'UCD
Manuel Clavero Arévalo démissionne du gouvernement le 17 janvier 1980, afin de marquer son refus de l'accord passé entre l'exécutif et le comité exécutif de l'UCD d'Andalousie concernant la procédure d'accès à l'autonomie de ce territoire. Il quitte le parti le mois suivant et cède la présidence de l'UCD-A au député de la province de Huelva Félix Manuel Pérez Miyares. Au mois d'avril, il fait le choix de rejoindre le groupe mixte, donc de quitter le groupe parlementaire centriste.
Il présente son nouveau parti, l'Unité andalouse, le 26 décembre 1980 dans un hôtel de Séville, qu'il définit comme autonomiste, humaniste et non-marxiste. Il en décide la dissolution environ deux ans plus tard, en novembre 1982, ayant constaté l'échec des forces régionalistes aux élections législatives anticipées du 28 octobre.
Il retourne alors au monde universitaire et fait quelques passages par le secteur privé.
Manuel Clavero meurt le 14 juin 2021 à Séville, à l'âge de 95 ans.